# 958
| Calendário gregoriano                                                        | 958 CMLVIII                                          |
| Ab urbe condita                                                              | 1711                                                 |
| Calendário arménio                                                           | 407 – 408                                            |
| Calendário bahá'í                                                            | -886 – -885                                          |
| Calendário budista                                                           | 1502                                                 |
| Calendário chinês                                                            | 3654 – 3655 Início a 23 de janeiro (aproximadamente) |
| Calendário copta                                                             | 674 – 675                                            |
| Calendário etíope                                                            | 950 – 951                                            |
| Calendários hindus - Vikram Samvat - Calendário nacional indiano - Cáli Iuga | 1013 – 1014 879 – 880 4058 – 4059                    |
| Calendário Holoceno                                                          | 10958                                                |
| Calendário islâmico                                                          | 347 – 348                                            |
| Calendário judaico                                                           | 4718 – 4719                                          |
| Calendário persa                                                             | 336 – 337                                            |
| Calendário rúnico                                                            | 1208                                                 |
| Calendário solar tailandês                                                   | 1501                                                 |

958 (CMLVIII na numeração romana foi um ano comum do século X do Calendário Juliano, da Era de Cristo, teve início a uma sexta-feira e terminou também a uma sexta-feira, e a sua letra dominical foi C (52 semanas).
No território que viria a ser o reino de Portugal estava em vigor a Era de César que já contava 996 anos.
| Ano completo                       |
| ---------------------------------- |
| Ano comum com início à sexta-feira |

## Eventos
- Depois de uma breve guerra civil, o rei Eduíno de Inglaterra concede os territórios a norte do Tâmisa ao irmão Edgar.
- 2 de março — Ordonho IV é coroado rei de Leão em Santiago de Compostela.
- Outubro/novembro — Batalha de Raban, travada entre o exército bizantino, comandado pelo futuro imperador João Tzimisces e tropas do emir hamadânida de Alepo Ceife Adaulá. Os bizantinos saíram vencedores.

## Nascimentos
- Basílio II Bulgaróctono — imperador bizantino em 963 e entre 976 e 1025  (m. 1025).
- Vladimir I de Quieve — príncipe da Novogárdia e grão-príncipe de Quieve entre 980 e 1015  (m. 1015).
- Garcia Sanches II de Pamplona — rei de Pamplona e conde de Aragão entre 994 e a sua morte  (m. 1000).
- Rinchen Zangpo — lotsawa (tradutor de textos budistas em sânscrito para tibetano) e  mestre do budismo tibetano  (m. 1055).

## Mortes
- 15 de outubro — Toda Aznares, esposa de Sancho Garcês I, rainha consorte de Pamplona entre 905 e 925  (n. 876).
- 11 de Novembro — Fulque II de Anjou, O Bom; conde de Anjou e de Toulouse  (n. 900).
- Gormo da Dinamarca — rei da Jutlândia a partir de 936.